# Château d'Aiguèze
Château d'Aiguèze jsou zříceniny opevněného hradu z 8. století, které se nacházejí ve středověké vesnici Aiguèze (zařazené mezi nejkrásnější vesnice Francie) v departementu Gard na hranici s Ardèche v Okcitánii. Je postaven na úbočí útesu a nabízí výhled na řeku Ardèche a její soutěsku Gorges de l'Ardèche.

## Popis
Château d'Aiguèze tvoří mohutné opevnění (s panoramatickým výhledem na řeku Ardèche a jeho region) se třemi věže (saracénská věž z 11. století, spojená s kulatou věží ze 13. století a pevnostní věží z 12. století) a panské sídlo ve středověkém stylu.

## Historie
První merovejské opevnění vybudoval na útesu pán z Balazuc na žádost Karla Martela po bitvě u Poitiers v roce 732 proti Saracénům, aby chránil Provensálské království a základy karolinské říše před nájezdy Saracénů a kontroloval plavbu po Ardèche a Rhoně.
Kolem roku 1080 pověřil provensálský markýz Raymond de Saint-Gilles svého vazala, lorda Ponse de Balazuc, posílením pevnosti, na počátku feudalismu, před jejich odjezdem v roce 1096 na první křížovou výpravu.
V roce 1196 hrad dobyl hrabě-biskup Nicolas de Viviers.
Kolem roku 1210 se hrabě Simon IV. z Montfortu zmocnil pevnosti jménem francouzského krále Filipa II. Augusta během křížové výpravy proti Albigenským.
V roce 1374 prodal francouzský král Karel V. Francouzský polovinu hradu Pionu Bordonovi de Pont-Saint-Esprit, generálnímu výběrčímu daně ze soli.
V roce 1388 byl hrad dobyt při povstání Tuchinů (během stoleté války). Ti byli v roce 1389 zmasakrováni a vesnice i hrad byly poté zničeny a na dlouhou dobu opuštěny, než byly na počátku 16. století obnoveny různými panskými rody, které se vystřídaly v čele baronství Aiguèze, včetně rodu Beauvoir du Roure, rodu Harcourt-Lorraine a rodu Vogüé.
Hrad patří od roku 1789 rodině Romanetů a jejich potomkům dodnes. Příslušník rodu monseigneur Frédéric Fuzet (arcibiskup z Rouenu v letech 1899-1916) zahájil rozsáhlou obnovu rodového hradu, kostela Saint-Roch d'Aiguèze z 11. století a středověké vesnice zařazené mezi nejkrásnější vesnice Francie.

## Galerie

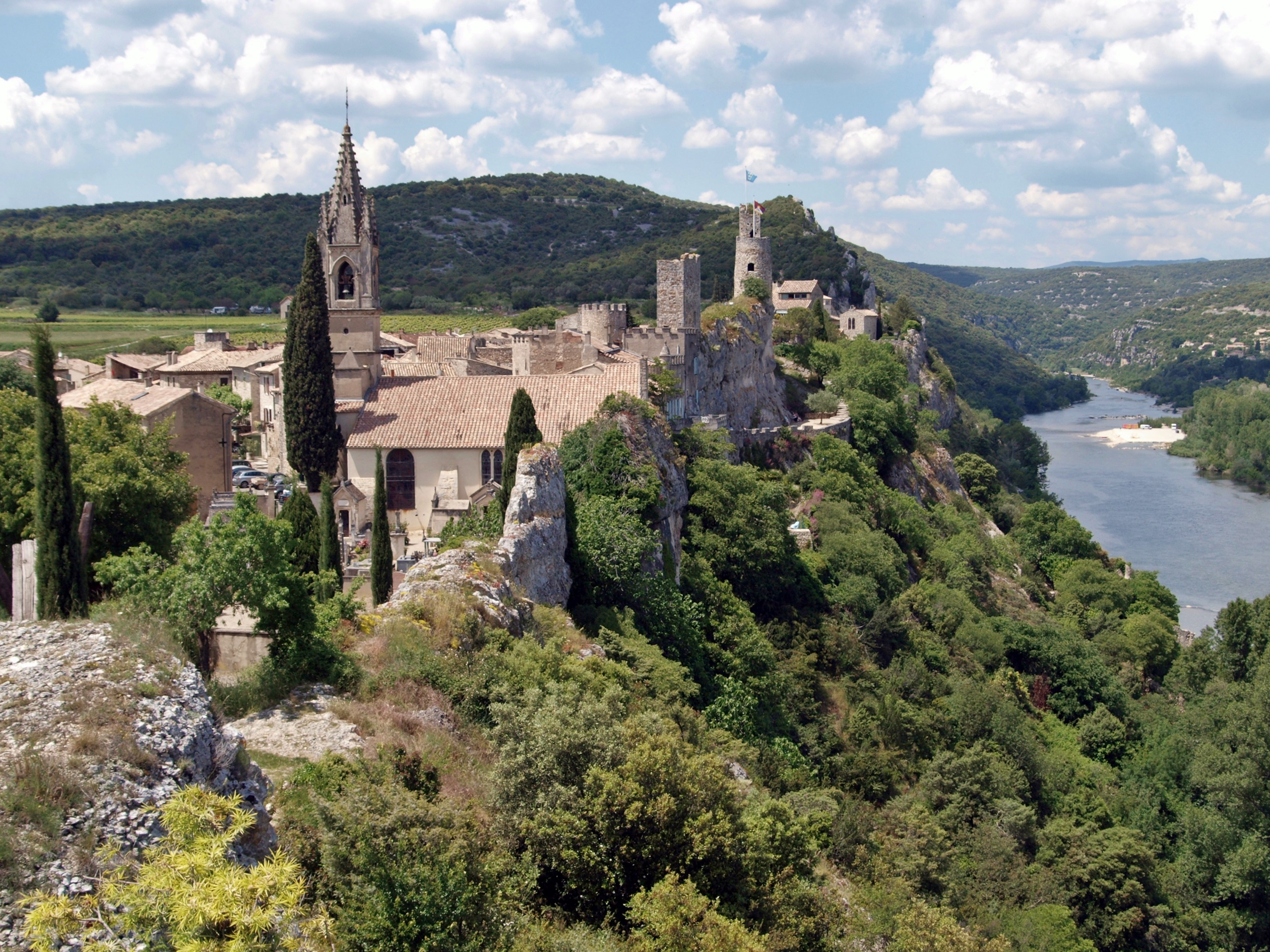
pohled na vesnici a hrad Aiguèze
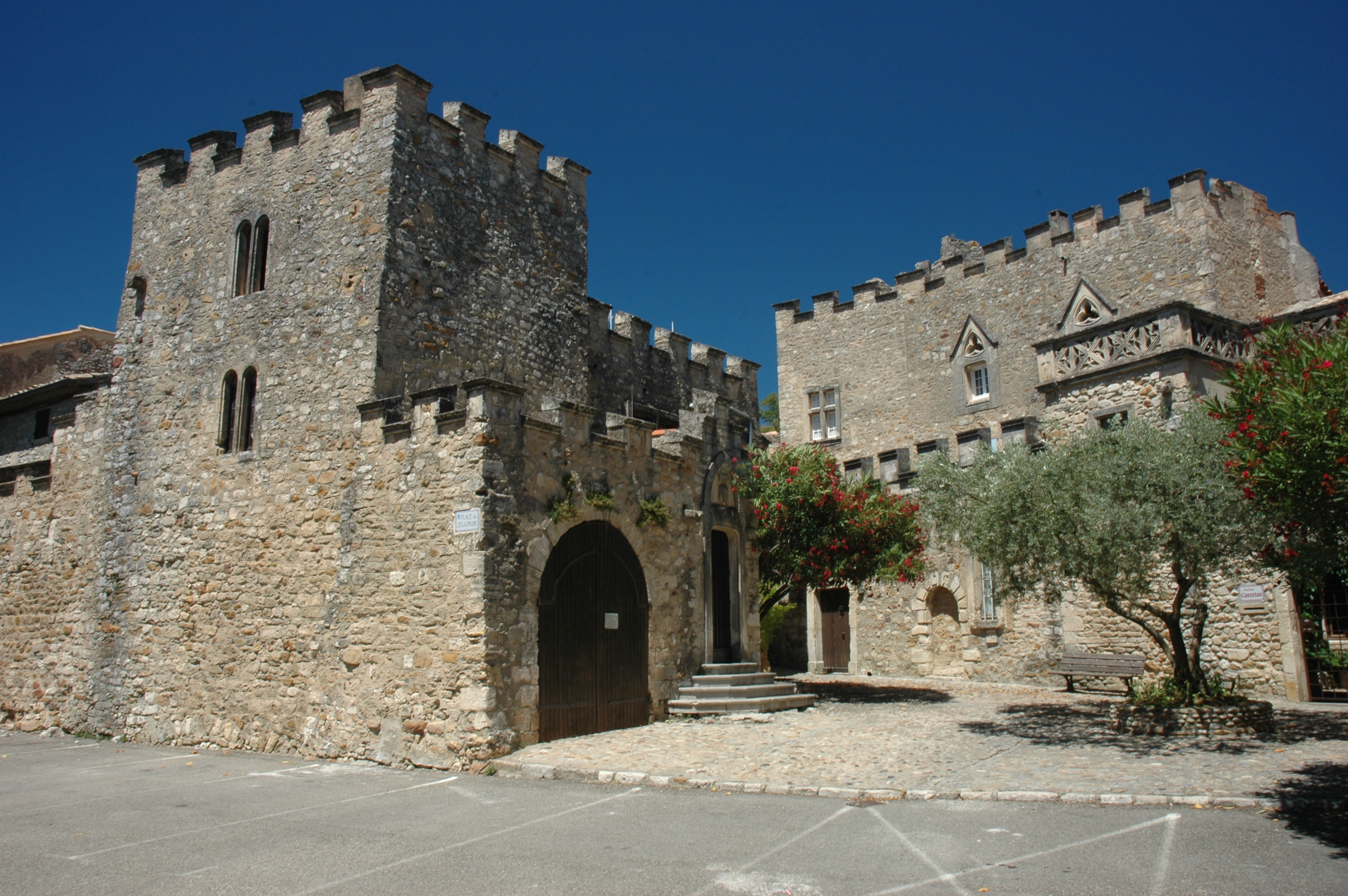
hrad Château d'Aiguèze
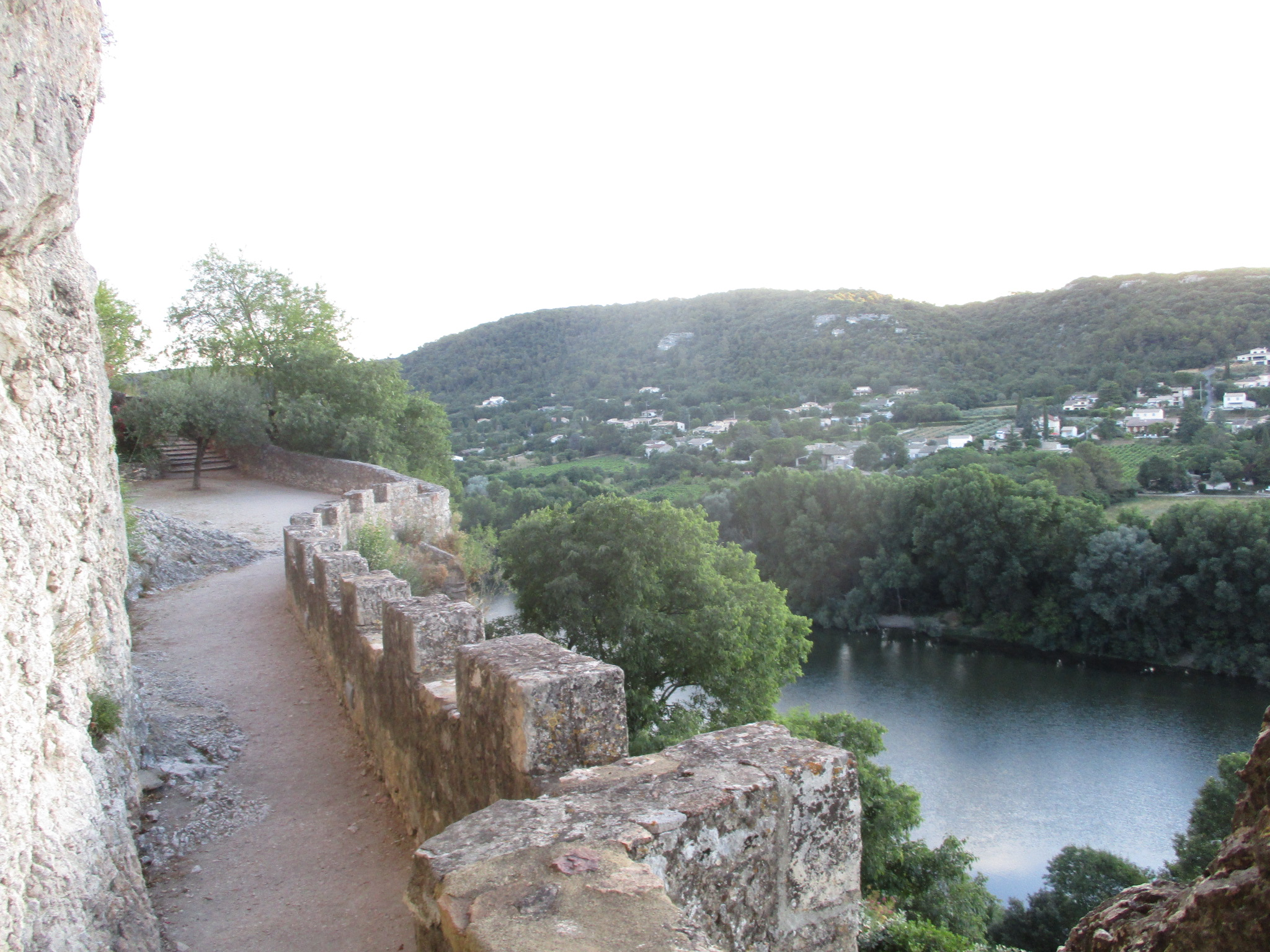
nejstarší předrománské opevnění hradu
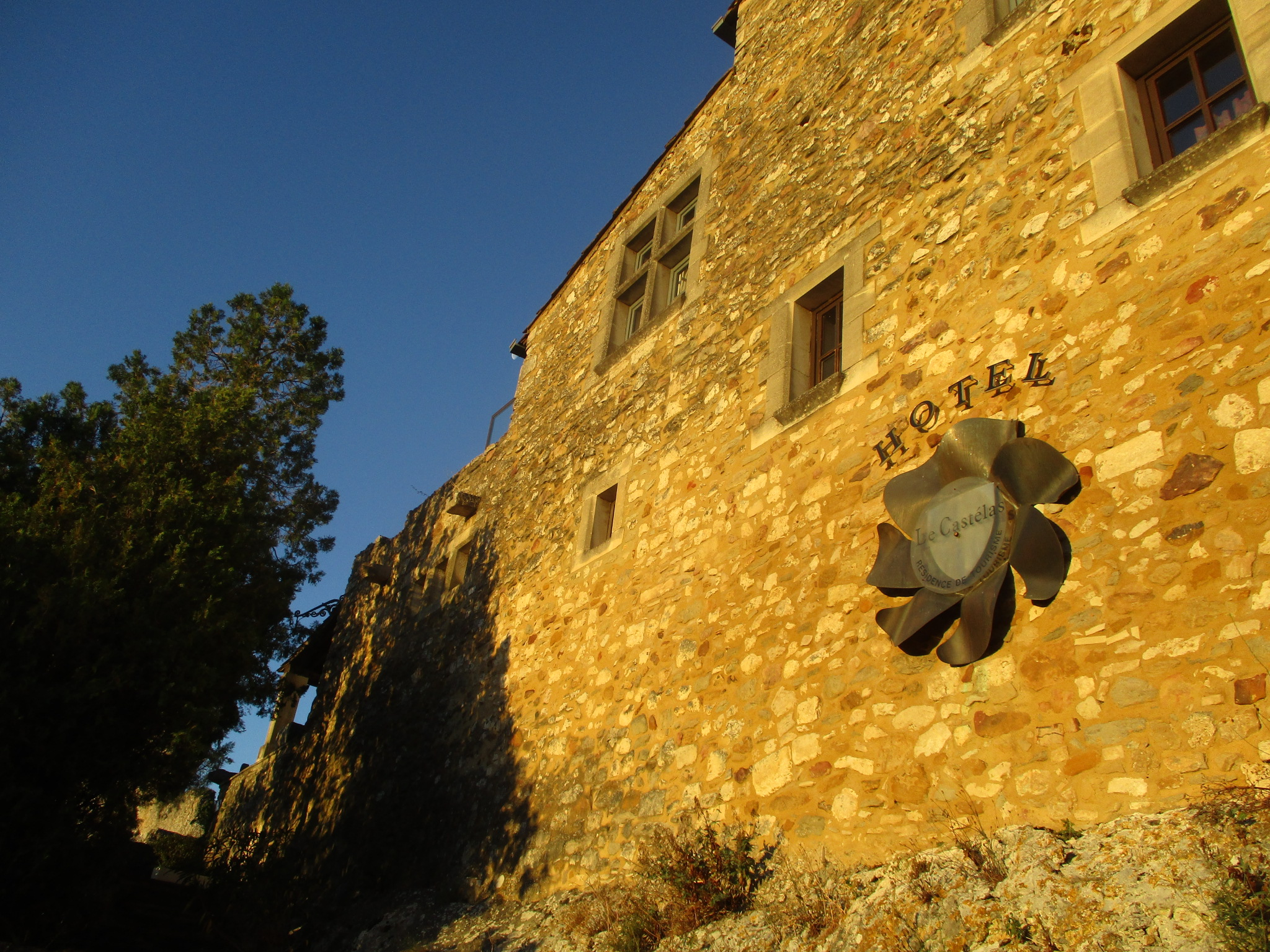
hrad Château d'Aiguèze
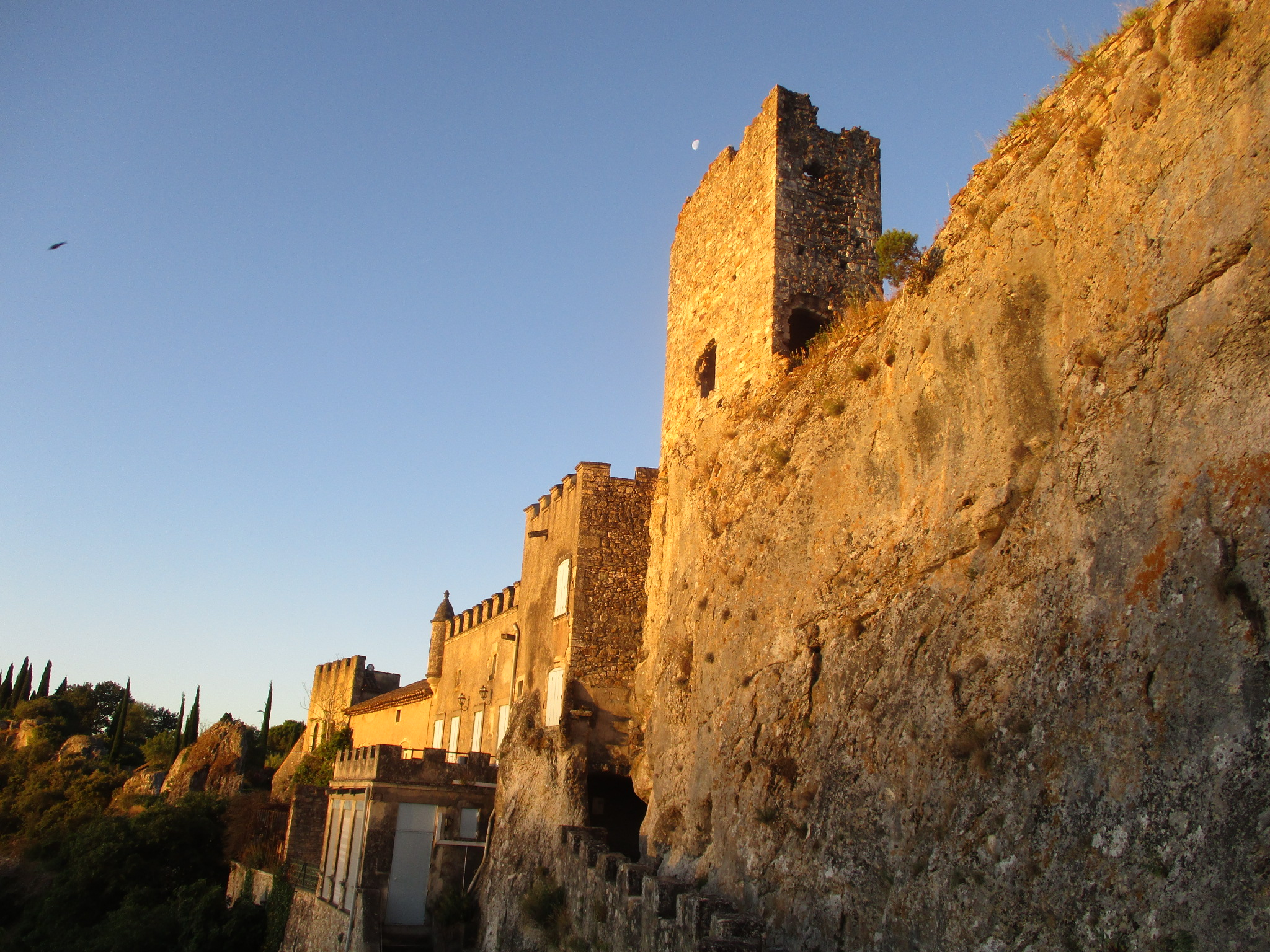
hrad Château d'Aiguèze
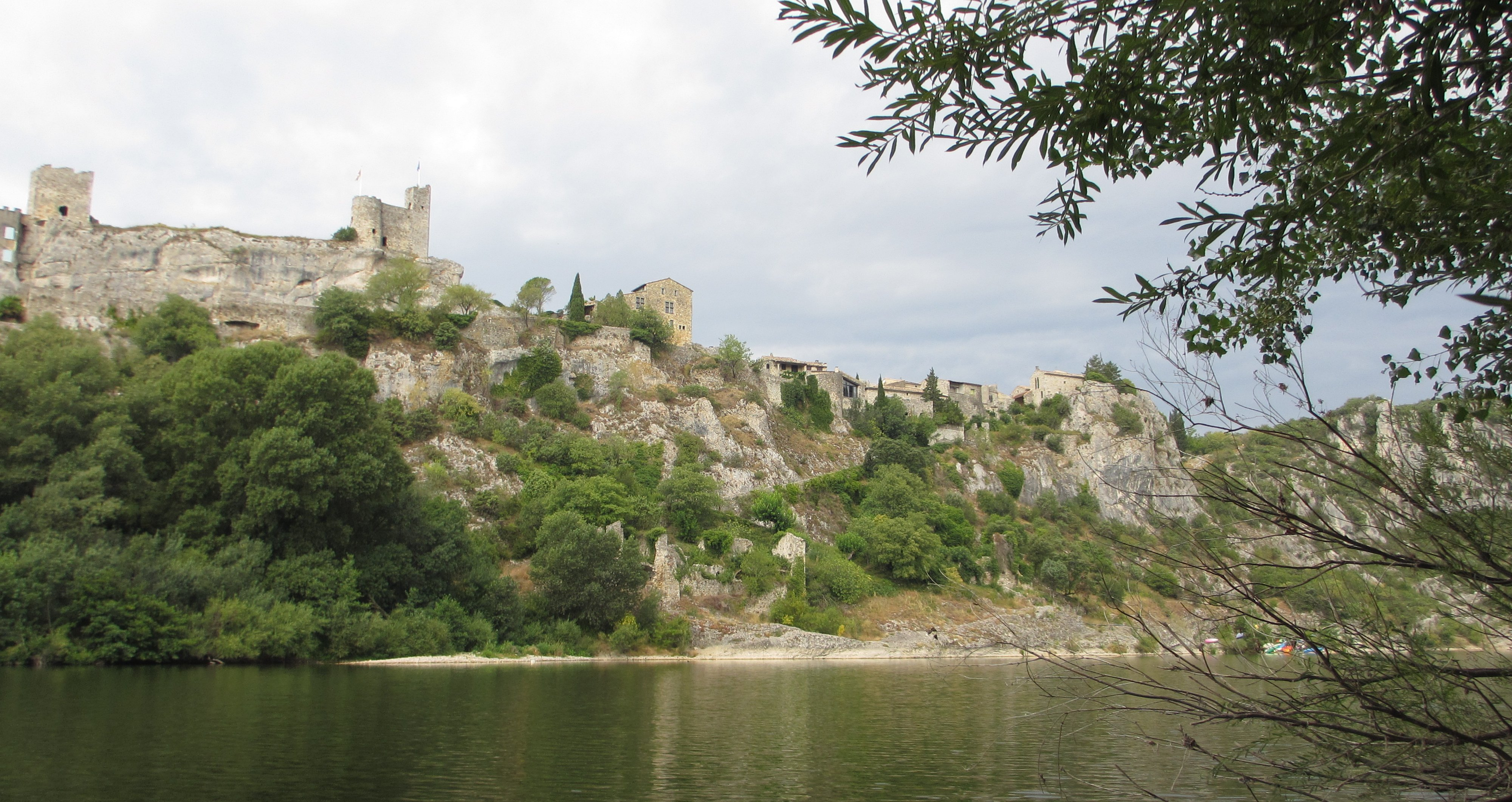
hrad od řeky Ardeche